# مگنوس کارلسون
مگنوس کارلسون (به انگلیسی: Magnus Carlsson) (زاده ۲۴ ژوئن ۱۹۷۴) خوانندهٔ سوئدی است.
او قبلاً عضو گروه آلکازار بود.